# 1685
1685 (MDCLXXXV) var ett normalår som började en måndag i den gregorianska kalendern och ett normalår som började en torsdag i den julianska kalendern.

## Händelser

### Februari
- 6 februari – Vid Karl II:s död efterträds han som kung av England, Skottland och Irland av sin bror Jakob II.
- 7 februari – I Norge delas Agdesiden amt upp i Nedenes amt och Lister og Mandal.[1]

### Okänt datum
- Kinas armé attackerar ryska utposter vid Albazin.[2]
- Sveriges första förordning mot judar införs i form av ett kungligt brev med bestämmelsen att inga odöpta judar får finnas i landet. Judar som konverterar till protestantism är dock välkomna.
- Postväsendet omfattar nu hela det svenska riket. Postföringen söderut förbättras genom att en postjakt svarar för trafiken mellan Ystad och Stralsund.
- Prästen Haquin Spegel skriver skapelseverket Guds Werk och Hwila.
- Nya sjöartiklar för den svenska flottan utfärdas. Bland annat inrättas Skeppsgossekåren, där unga pojkar från åtta års ålder skall utbildas till sjömän. Denna institution kommer att finnas kvar till 1939.
- Det svenska riksamiralämbetet avskaffas vid Gustav Otto Stenbocks död.
- Code Noir utfärdas.

## Födda
- 7 januari – Jonas Alströmer, svensk industrialist.[3]
- 23 februari – Georg Friedrich Händel, tysk-brittisk tonsättare (död 1759).
- 17 mars – Jean-Marc Nattier, fransk målare.
- 21 mars – Johann Sebastian Bach, kompositör (död 1750).[4]
- 19 maj – Neri Maria Corsini, italiensk kardinal.
- 18 augusti – Brook Taylor, brittisk matematiker.
- 26 oktober – Domenico Scarlatti, italiensk kompositör
- Nanny of the Maroons, ledare för maroonerna på Jamaica.
- Aldegonde Jeanne Pauli, politiskt inflytelserik bankir i Österrikiska Nederländerna.

## Avlidna
- 6 februari – Karl II, kung av Skottland 1649–1651 och av England, Skottland och Irland sedan 1660.
- 20 februari – Sofia Amalia av Braunschweig-Lüneburg, drottning av Danmark och Norge 1648–1670, gift med Fredrik III.
- 11 mars – Klara Izabella Pacowa, politiskt aktiv polsk hovdam.
- 16 april – Gustav, svensk prins, son till Karl XI och Ulrika Eleonora av Danmark.
- 2 maj – Adriaen van Ostade, nederländsk konstnär.
- 30 maj – Ulrik, svensk prins, son till Karl XI och Ulrika Eleonora av Danmark.
- 30 juni – Archibald Campbell, 9:e earl av Argyll, avrättad.
- 24 september – Gustaf Otto Stenbock, svensk greve, riksråd, militär och ämbetsman, riksamiral 1664–1676.
- 23 oktober – Elizabeth Gaunt, engelsk anbaptist och välgörare.

### Fotnoter
1. ↑  World Statesmen (läst 2 april 2011)
2. ↑  Roberts,  J: History of the World, Penguin, 1994.
3. ↑  Det hände i dag
4. ↑  Det hände i dag